# 窓をあけて九州
『窓をあけて九州』（まどをあけてきゅうしゅう）は、1979年10月7日から2012年3月25日まで九州地方のe-JNN6局（RKB毎日放送・長崎放送・熊本放送・大分放送・宮崎放送・南日本放送）で放送されたドキュメンタリー番組である。
本項では、後継番組である『新 窓をあけて九州』（しん まどをあけてきゅうしゅう）についても記述する。現在の正式タイトル名は『九電グループpresents 新 窓をあけて九州』（きゅうでんグループプレゼンツ しん まどをあけてきゅうしゅう、過去は九州電力グループpresents表記）。

## 概要
1979年10月7日に放送を開始し、2019年には放送40周年を迎えた長寿番組である。番組は九州地方で活動する人物にスポットライトを当て、彼らが様々な分野で活躍する様子をドキュメンタリーで綴っていた。番組制作はネット局が持ち回りで担当し、1局あたり年間で8本制作していた。1982年以降は年間放送作品を審査するコンクールがあり、最優秀作品は年度末にアンコール放送されていた。また、過去に放送された作品は日本民間放送連盟賞やJNNネットワーク協議会賞を受賞したものも多数ある。
この番組は前身となる『九州再発見』（1967年放送開始）より九州電力の一社提供で放送されていたが、2011年3月11日に発生した東北地方太平洋沖地震（東日本大震災）や東京電力の福島第一原子力発電所事故による電力不足の影響、さらには自社の玄海原子力発電所（佐賀県東松浦郡玄海町）再稼動を巡る九州電力やらせメール事件の発覚による不祥事で、震災以後は番組提供やCMの放送を見合わせることが殆どとなった（特に番組提供は震災以後自粛していた）。そして玄海原子力発電所・川内原子力発電所（鹿児島県薩摩川内市）の稼動停止に伴う経営悪化により九州電力がスポンサーを降板したため、番組は2012年3月25日放送分をもって終了し、32年半の放送に幕を閉じた。その間の平均視聴率は7％から8％と推移していた。後番組は『世界一の九州が始まる!』。

## 新 窓をあけて九州
2016年3月17日、九州電力はグループ会社3社（九電工・九州通信ネットワーク（現：QTnet）・キューデンインフォコム）と共同で4年ぶりに番組提供を再開し『新 窓をあけて九州』を同年4月3日から放送することを発表した。この背景には2016年4月から始まった電力小売全面自由化によって、九電自体の企業イメージを向上させた上で、顧客を引き留めたいという狙いがあった。『世界一の九州が始まる!』も継続して10:15 - 10:30に放送されるため、九州・沖縄のJNN系列では琉球放送を除いて日曜朝10時台にドキュメンタリー番組が2本連続することになった。

## ネット局
| 放送対象地域 | 放送局      | 系列              | 放送時間（JST）    | ネット状況          | 備考     |
| ------------ | ----------- | ----------------- | ------------------ | ------------------- | -------- |
| 福岡県       | RKB毎日放送 | TBS系列 e-JNN加盟 | 日曜 10:00 - 10:15 | 同時ネット ※RKB基準 | 幹事局   |
| 長崎県       | 長崎放送    | TBS系列 e-JNN加盟 | 日曜 10:00 - 10:15 | 同時ネット ※RKB基準 |          |
| 熊本県       | 熊本放送    | TBS系列 e-JNN加盟 | 日曜 10:00 - 10:15 | 同時ネット ※RKB基準 | [ 注 2 ] |
| 大分県       | 大分放送    | TBS系列 e-JNN加盟 | 日曜 10:00 - 10:15 | 同時ネット ※RKB基準 |          |
| 宮崎県       | 宮崎放送    | TBS系列 e-JNN加盟 | 日曜 10:00 - 10:15 | 同時ネット ※RKB基準 |          |
| 鹿児島県     | 南日本放送  | TBS系列 e-JNN加盟 | 日曜 10:00 - 10:15 | 同時ネット ※RKB基準 | [ 注 3 ] |

## 参考
九州エリア外にあるTBS系列局では、同時刻にTBS制作の『サンデージャポン』（10:00 - 11:22）が放送されている。本番組はe-JNN参加局のうち、テレビ山口では、かつては中国ブロックの同種番組『ふれあいの道』（NTT中国グループ提供、1990年代まで放送。中国放送・山陽放送・山陰放送と持ち回りで制作）の制作に参加していた。